# Maurice Choukrane
Maurice Choukrane (* 21. September 1956 in Kairo) ist ein US-amerikanischer Balletttänzer.

## Leben
Choukrane studierte Tanz an der Ballet Academy Queens und der Schule des American Ballet Theatre in New York. Von 1975 bis 1977 war er am Stadttheater St. Gallen, von 1977 bis 1986 und von 1988 bis 1990 am Theater Basel (unter Heinz Spoerli) und 1986 bis 1987 am Opernhaus Zürich (unter Uwe Scholz) engagiert.  Besonders reüssierte Choukrane in komischen Partien wie Alain in Hérolds La Fille mal gardée, der Betrunkene in Coppélia (1984), der Diener in Jahns John Falstaff (1984) oder der Katschei in Der Feuervogel (unter Uwe Scholz, 1986).
Ab 1990, nach Abschluss seiner Karriere als Tänzer, arbeitete Choukrane bei der Swissair als Maître de Cabine.

## Rollen
Choukrane tanzte (seit Beginn seiner Karriere) Solorollen. Auswahl:
- Cupido in Schnees Die vier Jahreszeiten
- Mercutio in Romeo und Julia
- Fritz in Der Nussknacker
- den Kellner in Offenbachs La Belle Vie
- Maurizio in Minkus’, Ravels und Arps Don Quixote
- den Bauern-Pas-de-deux in Giselle
- in Hans van Manens Choreografie Große Fuge,
- in Hans van Manens Choreografie Byrnes, Enos und Mendelssohn Bartholdys Bits and Pieces
- in Hans van Manens Choreografie von Piazzollas 5 Tangos.
- Alain in Hérolds La Fille mal gardée[3][4]
- Betrunkener in Coppélia (1984)
- Diener in Jahns John Falstaff (1984)
- Katschei in Der Feuervogel; unter Uwe Scholz, 1986
- eine der Hauptrollen in Strawinskys Pulcinella (1983)[5]